# Thực hiện đơn hàng

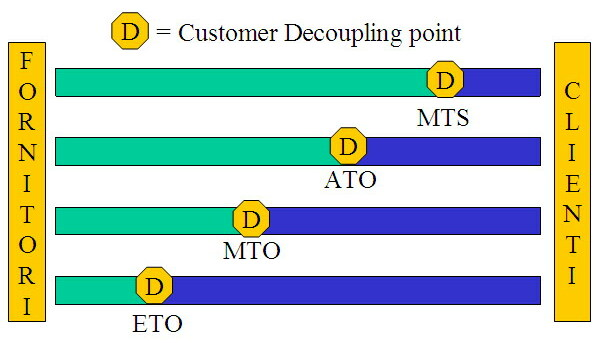
Thời gian giao hàng là thanh màu xanh, thời gian sản xuất là toàn thanh, thanh màu xanh là sự khác biệt giữa hai.

Thực hiện đơn hàng theo nghĩa chung nhất là quy trình hoàn chỉnh từ điểm yêu cầu bán hàng đến giao sản phẩm cho khách hàng.  Đôi khi thực hiện đơn hàng được sử dụng để mô tả hành động phân phối hẹp hơn hoặc chức năng hậu cần, tuy nhiên, theo nghĩa rộng hơn, nó đề cập đến cách các công ty phản ứng với các đơn đặt hàng của khách hàng.

## Phân loại
Nghiên cứu đầu tiên hướng tới xác định chiến lược thực hiện đơn hàng đã được Hans Wortmann công bố, và được Hal Mather  tiếp tục trong cuộc thảo luận về tỷ lệ P: D, theo đó P được định nghĩa là thời gian sản xuất, tức là bao lâu cần phải sản xuất một sản phẩm và D là thời gian dẫn đầu về nhu cầu.  D có thể được xem là:
1. Thời gian dẫn đầu của công ty cho khách hàng
2. Thời gian dẫn khách hàng mong muốn là
3. Thời gian dẫn đầu cạnh tranh

Dựa trên việc so sánh P và D, một công ty có một số tùy chọn thực hiện chiến lược cơ bản:
- Kỹ sư theo đặt hàng (ETO) - (D >> P) Tại đây, sản phẩm được thiết kế và chế tạo theo thông số kỹ thuật của khách hàng; Cách tiếp cận này là phổ biến nhất cho các dự án xây dựng lớn và các sản phẩm một lần, chẳng hạn như xe Công thức 1.
- Xây dựng theo đơn đặt hàng (BTO); syn: Make-to-Order (MTO) - (D> P) Ở đây, sản phẩm dựa trên thiết kế tiêu chuẩn, nhưng sản xuất thành phần và sản xuất sản phẩm cuối cùng được liên kết với đơn đặt hàng theo thông số kỹ thuật của khách hàng cuối cùng; chiến lược này là điển hình cho xe cơ giới và máy bay cao cấp.
- Lắp ráp theo đơn đặt hàng (ATO); đồng bộ: Lắp ráp theo yêu cầu - (D <P) Tại đây, sản phẩm được xây dựng theo thông số kỹ thuật của khách hàng từ một kho các thành phần hiện có.  Điều này giả định một kiến trúc sản phẩm mô-đun cho phép cấu hình sản phẩm cuối cùng theo cách này; một ví dụ điển hình cho phương pháp này là cách tiếp cận của Dell để tùy chỉnh máy tính của họ.
- Xây dựng dự trữ (MTS); đồng bộ: Xây dựng theo dự báo (BTF) - (D = 0) Tại đây, sản phẩm được xây dựng dựa trên dự báo doanh số và được bán cho khách hàng từ kho thành phẩm; Cách tiếp cận này là phổ biến trong lĩnh vực tạp hóa và bán lẻ.
- Bản sao kỹ thuật số (DC) - (D = 0, P = 0) Trong đó các sản phẩm là tài sản kỹ thuật số và hàng tồn kho được duy trì với một bản gốc kỹ thuật số duy nhất.  Các bản sao được tạo theo yêu cầu, được tải xuống và lưu trên các thiết bị lưu trữ của khách hàng, chẳng hạn như tài liệu nghiên cứu.

## Quy trình
Theo nghĩa rộng hơn, các quy trình có thể có trong một hệ thống sản xuất logistic là:
1. Yêu cầu sản phẩm - Yêu cầu ban đầu về dịch vụ, truy cập vào trang web, yêu cầu danh mục
2. Báo giá bán hàng - Báo giá ngân sách hoặc phòng trống
3. Cấu hình đơn hàng - Trường hợp các mục được đặt hàng cần lựa chọn tùy chọn hoặc dòng đơn hàng cần tương thích với nhau
4. Đặt hàng - Việc đặt hàng chính thức hoặc kết thúc thỏa thuận (do khách hàng của Đơn đặt hàng phát hành)
5. Xác nhận đơn hàng / Xác nhận - Xác nhận rằng đơn hàng đã được đặt và/hoặc nhận được
6. Lập hóa đơn / thanh toán - Xuất trình hóa đơn thương mại / hóa đơn cho khách hàng
7. Tìm nguồn cung ứng / Lập kế hoạch - Xác định nguồn / vị trí của (các) mặt hàng sẽ được vận chuyển
8. Thay đổi trật tự - Thay đổi đơn đặt hàng, nếu cần thiết
9. Xử lý đơn hàng - Bước xử lý trong đó trung tâm phân phối hoặc kho có trách nhiệm điền đơn hàng (nhận và lưu kho, chọn, đóng gói và giao hàng).
10. Lô hàng - Vận chuyển và vận chuyển hàng hóa
11. Theo dõi và theo dõi - Xác định vị trí hiện tại và quá khứ của hàng hóa trong quá trình vận chuyển, tra cứu đơn hàng
12. Giao hàng - Việc giao hàng cho người nhận hàng / khách hàng
13. Giải quyết - Việc thanh toán phí cho hàng hóa / dịch vụ / giao hàng
14. Trả lại - Trong trường hợp hàng hóa không được chấp nhận / không bắt buộc

## Tầm quan trọng chiến lược
Chiến lược thực hiện đơn hàng cũng xác định điểm de-khớp nối trong chuỗi cung ứng, trong đó mô tả các điểm trong hệ thống nơi mà "đẩy" (hoặc dự báo-driven) và "kéo" (hoặc xem theo nhu cầu quản lý chuỗi nhu cầu) các yếu tố của chuỗi cung ứng đáp ứng.  Điểm tách rời luôn là một bộ đệm tồn kho cần thiết để phục vụ cho sự khác biệt giữa dự báo bán hàng và nhu cầu thực tế (tức là lỗi dự báo).  Thông thường, tỷ lệ P: D càng cao, công ty càng dựa vào dự báo và hàng tồn kho.  Hal Mather gợi ý ba cách để giải quyết "tình huống khó xử" này:
1. Cải thiện độ chính xác dự báo
2. Cung cấp cho sự linh hoạt
3. Xây dựng quy trình nhận biết lỗi dự báo và nhanh chóng sửa kế hoạch sản xuất

Nó đã trở nên ngày càng cần thiết để di chuyển điểm khử khớp trong chuỗi cung ứng để giảm thiểu sự phụ thuộc vào dự báo và để tối đa hóa các yếu tố chuỗi cung ứng phản ứng hoặc theo nhu cầu.  Sáng kiến này trong các yếu tố phân phối của chuỗi cung ứng tương ứng với các sáng kiến đúng lúc do Toyota tiên phong.
Chiến lược thực hiện đơn hàng cũng có ý nghĩa mạnh mẽ về cách các công ty tùy chỉnh sản phẩm của họ và đối phó với sự đa dạng của sản phẩm.  Các chiến lược có thể được sử dụng để giảm thiểu tác động của sự đa dạng sản phẩm bao gồm mô đun hóa, gói tùy chọn, cấu hình muộn và chiến lược xây dựng theo thứ tự (BTO), tất cả đều được gọi là chiến lược tùy biến đại chúng.  Điểm tách rời có thể nhấn mạnh hơn nhiều vào chuỗi cung ứng dựa trên quy trình cũng như bản chất của cấu hình chuỗi cung ứng.